# Pisulia austrina
Pisulia austrina är en nattsländeart som beskrevs av Morse 1974. Pisulia austrina ingår i släktet Pisulia och familjen Pisuliidae. Inga underarter finns listade i Catalogue of Life.